# Sicherheitsspannschloss
Ein Sicherheitsspannschloss (auch Sicherheitshandspanner, Handspanner) bezeichnet eine Sicherheitsvorrichtung für Gewehre, die dazu dient, vor einem Schuss die Schlagbolzenfeder des Verschlusses zu spannen.

## Konstruktion und Verwendung
Eine Handfeuerwaffe mit diesem System am Verschluss kann gleichzeitig sicher und geladen getragen werden. Dabei befinden sich Patronen im Magazin und im Patronenlager, aber das Schloss ist nicht gespannt. Erst unmittelbar vor dem Schuss wird die Schlagfeder durch das Drücken eines Spannknopfes, das Umlegen eines Hebels oder das Verschieben eines Knopfes am Schaft gespannt. Wird nicht geschossen, kann durch erneutes Drücken (Kugelschreiberprinzip), Umlegen oder Verschieben des Spannknopfes die Waffe entspannt werden. Eines der ersten Sicherheitsspannschlosse dieser Art für Repetierwaffen wurde 1991 von Voere in Zusammenarbeit mit der Seehuber Jagdzubehör GmbH (Oberhinkofen) entwickelt. Bei modernen Geradezugrepetierern wird die Handspannung auch über den Kammerstängel betätigt. Bei klassischen Drillingen wird diese Einrichtung als Kugelspanner bezeichnet. Bei kombinierten Waffen gibt es diese Sicherheitsvorrichtung in ähnlicher Form als Spannschieber.

## Waffenrecht
Sicherheitshandspanner zählen zu den frei erwerblichen Waffenteilen. Trotz dieser Sicherheitseinrichtung mit Handspannung soll nach den Unfallverhütungsvorschriften zur Jagd und den Gesetzen zum Waffenrecht eine Jagdwaffe nur zur unmittelbaren Jagdausübung geladen sein.